# William Few
William Few (ur. 8 czerwca 1748, zm. 16 lipca 1828) – amerykański prawnik, żołnierz i polityk. W latach 1780–1782 oraz 1786–1788 był członkiem Kongresu Kontynentalnego. W 1787 roku został delegatem stanu Georgia na Konwencję w Filadelfii podczas której ratyfikowano Konstytucję Stanów Zjednoczonych, której był sygnatariuszem. W latach 1789–1793 reprezentował stan Georgia w Senacie Stanów Zjednoczonych.